# Wim Mook
Willem Gerrit "Wim" Mook (Groningen, 10 de julho de 1932 – Haren, 24 de janeiro de 2016) foi um físico neerlandês.
Obteve um doutorado em 1968 na Universidade de Groningen, com a tese Geochemistry of the stable carbon and oxygen isotopes of natural waters in the Netherlands. Foi lecturer de física do isótopo a mesma universidade entre 1975 e 1979. A partir de 1978 foi professor de física do isótopo, até aposentar-se em 1997. A partir de 1986 foi também professor da Universidade Livre de Amsterdã.
Mook foi diretor do Instituto Real Neerlandes de Pesquisa Marinha de 1990 a 1996.
Em 1985 tornou-se membro da Academia Real das Artes e Ciências dos Países Baixos.
Morreu em 24 de janeiro de 2016 em Haren.